# …І знову травень!
«…І знову травень!» (рос. «…И снова май!») — радянський чорно-білий художній телефільм 1968 року, знятий Центральним телебаченням СРСР.

## Сюжет
Історико-пригодницький телефільм за мотивами повісті С. Славича. Дія відбувається в Саратові в 1908 році. Про те, як група більшовиків в умовах поліцейського терору зуміла налагодити випуск підпільної літератури.

## У ролях
- Павло Шальнов — Петро
- Георгій Єпіфанцев — Григорій Шульга
- Микола Караченцов — Іван Шульга, дебют в кіно (озвучив Валентин Буров)
- Михайло Рогов — Афанасій
- Любов Соколова — матір
- Катерина Райкіна — Рахіль
- Наталія Сухова — Аня
- Л. Тихонова — Соня
- Рональд Гравіс — «Мовчун»
- Сергій Кокорін — приятель «Мовчуна»
- Іван Марін — вчитель
- Юрій Леонідов — Щербаков, актор, підпільник
- Анна Павлова — дружина Щербакова
- Ігор Ясулович — Ходаковський
- Олександр Потапов — «Блондин»
- Євген Супонєв — приятель «Блондина»
- Леонід Бронєвой — Снєгуровський Євген Львович, жандармський полковник
- Юрій Аверін — Петро Пилипович, ротмістр
- Андрій Кириллін — учень
- Микола Пажитнов — В'ячеслав Сергійович, режисер театру
- Леонід Платонов — Федоров
- Микола Богатирьов — шпик
- Борис Чунаєв — епізод
- М. Максимов — епізод
- Володимир Грамматиков — епізод
- Б. Щукін — епізод
- І. Медянцев — епізод
- А. Анечкін — епізод

## Знімальна група
- Режисер — Марія Муат
- Сценарист — Станіслав Славич
- Оператор — Лев Бунін
- Композитор — Михайло Зів
- Художники — Наталія Виноградська, Ігор Морозов